# Matthew Young
Matthew Young est un joueur australien de volley-ball, né le 17 juillet 1981 à Brisbane. Il mesure 1,88 m et joue passeur.

## Clubs
| Club             | Pays      | De        | À         |
| ---------------- | --------- | --------- | --------- |
| Bogor Tunas      | Indonésie | 2001-2002 | 2001-2002 |
| Jakarta Sananta  | Indonésie | 2002-2003 | 2002-2003 |
| CV Las Palmas    | Espagne   | 2003-2004 | 2004-2005 |
| Team Valla       | Suède     | 2005-2006 | 2006-2007 |
| Paraliminiou     | Chypre    | 2007-2008 | 2007-2008 |
| Omniworld Almere | Pays-Bas  | 2008-2009 | 2008-2009 |